# Старе Косіни
Старе Косіни (пол. Stare Kosiny) — село в Польщі, у гміні Вішнево Млавського повіту Мазовецького воєводства.
Населення — 604 особи (2011).
У 1975-1998 роках село належало до Цехановського воєводства.

## Демографія
Демографічна структура станом на 31 березня 2011 року:
|          | Загалом | Допрацездатний вік | Працездатний вік | Постпрацездатний вік |
| -------- | ------- | ------------------ | ---------------- | -------------------- |
| Чоловіки | 298     | 68                 | 211              | 19                   |
| Жінки    | 306     | 70                 | 178              | 58                   |
| Разом    | 604     | 138                | 389              | 77                   |